# Psiquiatria militar
A psiquiatria militar cobre aspectos especiais da psiquiatria e dos transtornos mentais no contexto militar. O objetivo da psiquiatria militar é manter o maior número possível de funcionários apto para o serviço e tratar os deficientes por doenças psiquiátricas.  A psiquiatria militar engloba o aconselhamento de indivíduos e das suas famílias numa variedade de questões da vida, frequentemente do ponto de vista do aconselhamento de estratégias de vida, bem como aconselhamento para questões de saúde mental, prevenção do abuso de substâncias e tratamento do abuso de substâncias; e, onde necessário, tratamento médico para doenças mentais de base biológica, entre outros elementos.
Um psiquiatra militar é um psiquiatra - seja oficial uniformizado ou consultor civil - especializado no tratamento de militares e familiares que sofrem de transtornos mentais que ocorrem dentro das normas estatísticas para qualquer população, bem como dos transtornos decorrentes da guerra e também stress associados à vida militar.

## Por país

### Noruega
A partir da década de 1960, Arne Sund, o psiquiatra chefe do serviço médico das Forças Armadas da Noruega, "estabeleceu a psiquiatria militar norueguesa como líder dentro da OTAN" e tornou-se o "fundador do campo de pesquisa da psiquiatria de catástrofe", que evoluiu da psiquiatria militar.

### Estados Unidos

#### Membros ativos de serviço
TRICARE é um programa de saúde oferecido a militares uniformizados, membros da guarda nacional ou da reserva, sobreviventes, ex-cônjuges, recebedores de medalhas de honra e as suas famílias por meio do Sistema de Saúde Militar do Departamento de Defesa dos Estados Unidos. Após a inscrição, os membros ativos e as suas famílias ganham acesso a cuidados de saúde mental emergenciais ou não. No caso de uma emergência de saúde mental, os membros são aconselhados a ir ao pronto-socorro do hospital mais próximo. Não há exigência de autorização prévia. As admissões devem ser relatadas ao seu contratante regional dentro de 24 horas ou no próximo dia útil. Para situações não emergenciais, os membros ativos devem receber encaminhamento e autorização prévia para todos os cuidados de saúde mental.

#### Veteranos
O Departamento dos Assuntos de Veteranos dos Estados Unidos oferece atendimento de saúde mental aos veteranos por meio da inscrição no atendimento de saúde VA. Os benefícios incluem atendimento emergencial e não emergencial. Os cuidados de saúde mental de emergência estão disponíveis 24 horas por dia, 7 dias por semana, através dos centros médicos VA e da Veterans Crisis Line. Os serviços de saúde mental não emergenciais fornecidos incluem atendimento a pacientes internados e ambulatórios, tratamento de reabilitação, programas residenciais (residentes) e ambientes de trabalho com suporte. Condições tratadas pelo VA: 
- Transtorno de stress pós-traumático (TEPT)
- Depressão
- Prevenção de suicídio
- Questões relacionadas a trauma sexual militar (TSM)
- Problemas de uso de substâncias
- Doença bipolar
- Esquizofrenia
- Condições relacionadas à ansiedade

## Epidemiologia
Os transtornos psiquiátricos têm sido relacionados ao maior número de baixas e altas em várias guerras. Essas condições geralmente têm manifestações somáticas.  O tratamento psiquiátrico de emergência no local reduz a prevalência de morbidade psiquiátrica no contexto militar.

## Psiquiatras militares notáveis
- W. H. R. Rivers (1864–1922)
- Ernst Rüdin (1874–1952)
- Arne Sund (1925–2012)
- Simon Wessely (1956-presente)
- Neil Greenberg (1968 até o presente)
- General William C. Menninger
- Nidal Hasan perpetrador do tiroteio em Fort Hood em 2009